# Салник
Салник је насељено место у саставу Града Светог Ивана Зелине, до нове територијалне организације у саставу бивше општине Свети Иван Зелина, у Загребачкој жупанији, Хрватска.

## Историја
Почетком 20. века место Салник је иако мало село - православна парохија којој су припадала као филијале околна насеља: Липница, Луково, Радовиште, Свети Иван Зелина и Худово. Од 1891. године та сиромашна црквена општина у Салнику примала је 250 ф. годишње помоћи, из Јерархијског фонда Карловачке митрополије. Тридесетих година 20. века цела парохија са селима околним је имала само 300 парохијана.
Место је настало вероватно од Селник-насеобина. По хрватском извору православна жупа (парохија) је основана 1570. године. Према предању и запису поп Гедеона Барберића, православна парохија салничка потиче (касније) из 1594. године. Формирало га је седам православних породица Срба избеглих пред унијаћењем из Жумберка. Наводно су пре одласка из ранијег пребивалишта убили свог пароха (унијата), јер је тражио од њих да се поунијате. Населили су се ту као "слободњаци", на земљи грофа Ердедија Раковачког. Прву цркву дрвену су подигли, на месту где је и сада православни храм.
Године 1933. Салник је био мало село на падинама Вараждинске горе. У њему је према последњем попису из 1931. године било 18 православних и пет римокатоличких домова. Прва основна школа у месту је отворена 1932. године, одлуком Бана Савске бановине од 18. јануара 1932. године. Нови православни храм посвећен као и претходни Св. Петки српској Трновој, а освештао га је средином августа 1933. године митрополит Загребачки Доситеј. Кум цркве био је на освећењу Данило Најман рентијер из Загреба. На свечаности је присуствовао и др Лаза Поповић председник патриотског "Друштва Св. Саве" из Београда.
Радост освећење салничког храма помутило је међутим крвопролиће. Током весеља "под шатром" након чина освећења, мештанин Јован Јеленак убио је ножем сродника Илију Јелењака.

## Црква
У Салнику се налази храм Српске православне цркве посвећен Св. српској „Трновој Петки“ (8. август), а то је прво била дрвена од плетера, подигнута 1570. (или 1594?) године. Мада се још 1900. године смерало са изградњом цркве "изнова", то није урађено следећих тридесет лета. Садашња црква је изграђена 1932. а освештана 1933. године. Нова црква је грађена прилозима и радом самих мештана, за годину дана, од јесени 1931. године. Цена радова је била процењена на 150.000 динара, а што је било дупло јефтиније, него да је радио неки предузимач. Црквена општина је дала својих 85.000 динара, а остало су добровољни прилози. Храм је озидан циглом и покривен црепом. Црквени торањ - звоник је са крстом висок 21 метар. У цркви је све било ново: иконостас, певнице, столови. Велики дародавци нове богомоље били су др Лаза Поповић, иначе председник "Друштва Св. Саве", је даровао ново звоно тешко 100 килограма, а госпође из "Друштва књегиње Љубице" поклонило је цркви сребрно кандило и кадионицу.
Црква је у међувремену поправљана из црквених средстава. Због клизишта терена настале су пукотине и прети опасност обрушавања. Предузета је обнова и санирање статике. Министарство културе у Загребу и Епархијски управни одбор Епархије Загребачко-љубљанске финансира обнову.
Нема парохијана у месту, јер су крајем Другог светског рата многи запаљени у штагљу, а преостали су изумрли или се одселили у послератном периоду угл. у Врбовец и друга места. Живи одржавају гробове покојника. У храму је лепа икона „Св. Николе од Бутозана“, као и велики број других старих икона.

## Становништво

### Број становника по пописима
| Националност   | 2001. | 1991. | 1981. | 1971. | 1961. | 1953. | 1948. | 1931. | 1921. | 1910. | 1900. | 1890. | 1880. | 1869. | 1857. |
| бр. становника | 72    | 64    | 88    | 135   | 177   | 254   | 238   | 244   | 250   | 240   | 129   | 110   | 81    | 92    | 99    |

### Национални састав
| Националност       | 1991.       | 1981.       | 1971.        | 1961.        |
| Хрвати             | 63 (98,43%) | 81 (92,04%) | 116 (85,92%) | 146 (82,48%) |
| Срби               | 1 (1,56%)   | 7 (7,95%)   | 16 (11,85%)  | 31 (17,51%)  |
| Југословени        | 0           | 0           | 0            | 0            |
| остали и непознато | 0           | 0           | 3 (2,22%)    | 0            |
| Укупно             | 64          | 88          | 135          | 177          |